# Пецольд, Август Георг Вильгельм
Август Георг Вильгельм Пецольд (Август Иванович Пе[т]цольд, нем. August Georg Wilhelm Pezold; 9 августа 1794, Раквере, Эстляндская губерния — 12 марта 1859, Санкт-Петербург) — русско-немецкий живописец, представитель романтизма, видная фигура среди эстляндских художников николаевской эпохи, также работавший и преподававший в Санкт-Петербурге; мастер портрета и жанровой картины, также работал как церковный декоратор, писал пейзажи. Ассоциированный член — «назначенный в академики» Императорской Академии художеств (с 1857).

## Биография

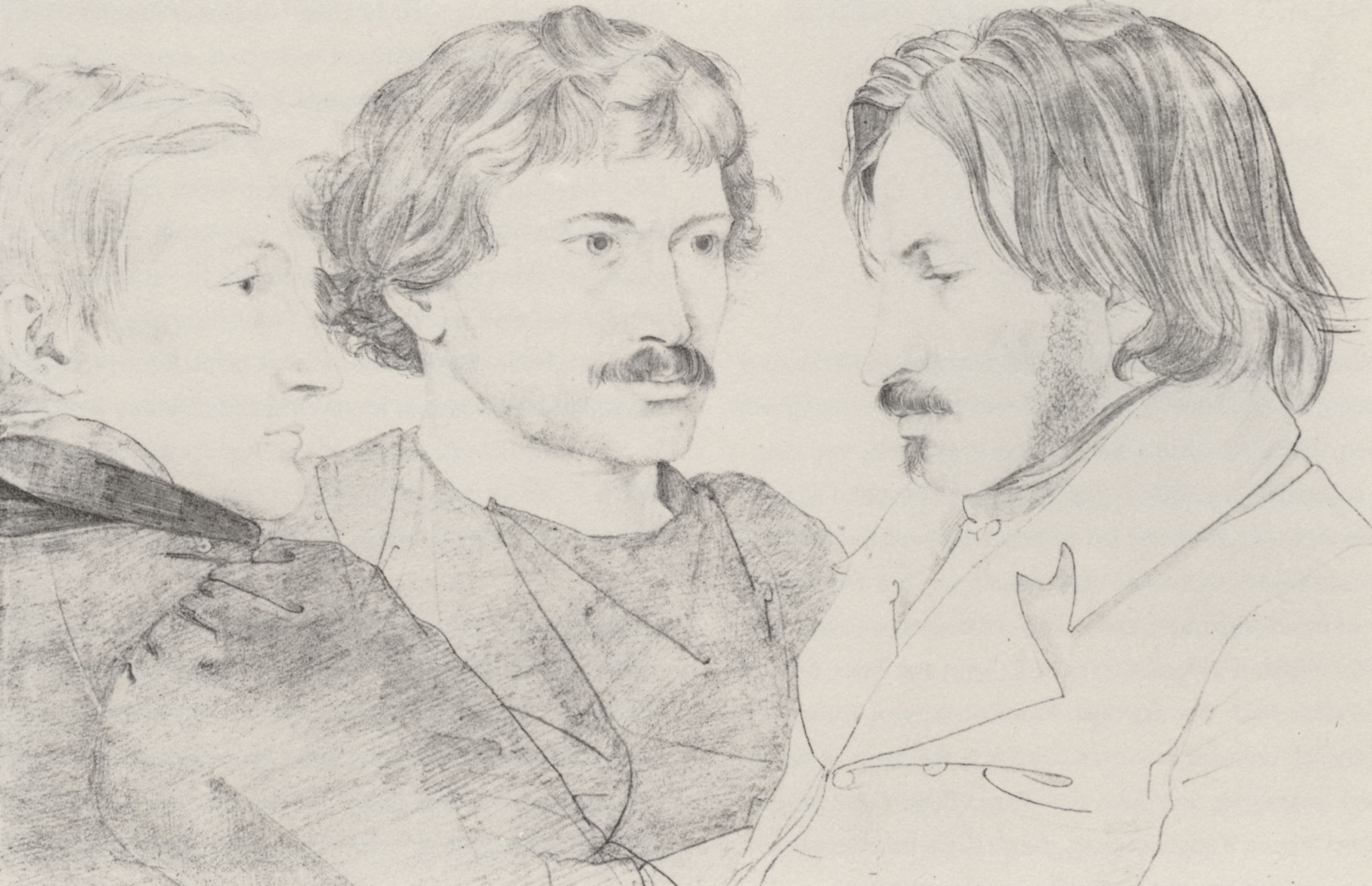
Отто Фридрих Игнациус, Август Георг Вильгельм Пецольд и Густав Адольф Гиппиус
Рисунок Карла Филиппа Фора

Родился в 1794 году в Везенберге Эстляндской губернии (ныне — Раквере, Эстония) в остзейской немецкой семье врача, надворного советника Иоганна Дидриха Пецольда (1752—1804). После ранней смерти отца воспитывался в поместье графа фон Ребиндера, который принял мальчика под своё покровительство. При поддержке графа Август Пецольд смог получить хорошее образование: учился сперва в Домской школе в Ревеле, а затем на медицинском факультете Дерптского университета. В 1814 году, в двадцатилетнем возрасте, принял решение полностью посвятить себя живописи.
Вскоре после этого, Пецольд и его друг Отто Фридрих Игнациус (1794—1824) отправились в Берлин, где поступили в Прусскую академию художеств. В следующем 1815 году из Берлина они переехали в Вену, где учились в Венской академии. В 1817 году Пецольд, Игнациус и ещё один остзейский художник — Густав Адольф Гиппиус (1792—1856), отправились в Италию, где оставались вплоть до 1819 года. Затем они предприняли путешествие по Германии и Швейцарии. После этого Пецольд, по некоторым данным, посетил ещё Францию (Париж) и Великобританию (Лондон), после чего в 1821 году вернулся в Россию. 
В 1825—28 годах преподавал рисование в Санкт-Петербурге в Смольном институте благородных девиц. С 1837 года — на такой же должности в Ревеле, в губернской гимназии. В 1839 году получил от петербургской Академии художеств звание неклассного художника. В 1840-е годы снова жил в Санкт-Петербурге, где занимался преподаванием рисования (по некоторым сведениям — в Главном Педагогическом институте) и время от времени выставлял свои картины на выставках в Академии. В 1847 году получил звание классного художника, а в 1857 году — звание «назначенного в академики».
Скончался в 1859 году в Санкт-Петербурге.

## Творчество
Пецольд, в первую очередь, был известен, как художник-портретист, однако, писал также запрестольные образы для лютеранских церквей и пейзажи. Работал маслом, акварелью и пастелью, а также в технике литографии. 
Из произведений Пецольда в словаре Собко упоминаются:
- Автопортреты
- Портрет художника О. Ф. Игнациуса
- Портрет адмирала Л. П. Гейдена
- Парадный портрет императора Николая I (для Главного педагогического института)
- Картина «Мать в кругу своего семейства»
- Картина «Распятие» (для Тургельской кирхи)

И др.
Также Пецольдом была написана (на немецком языке) биография его друга художника Игнациуса, которая была опубликована в санкт-петербургской немецкоязычной газете «St. Petersburgische Zeitung» в двух номерах.

## Галерея

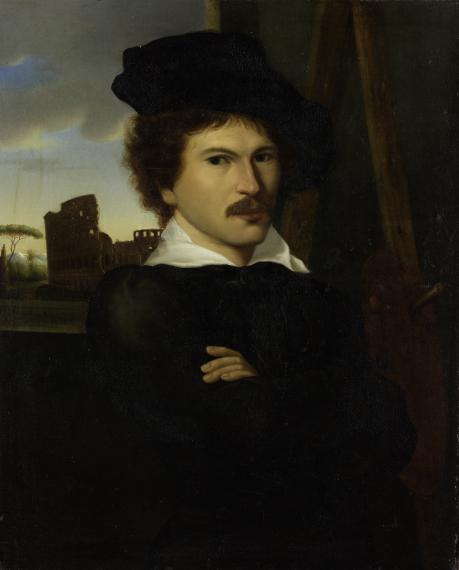
Автопортрет, 1818, Эстонский художественный музей
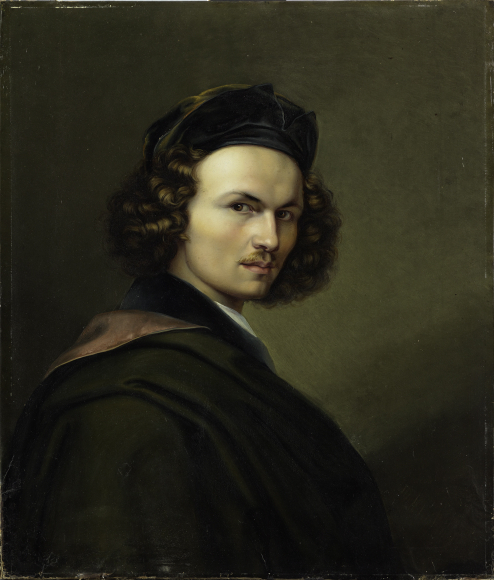
Портрет художника Александра Гойбеля, Эстонский художественный музей
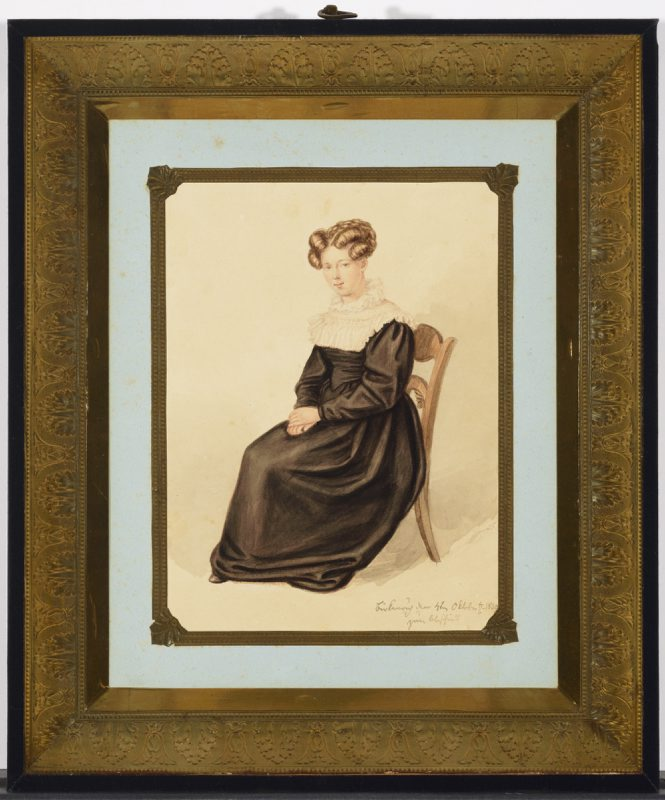
Женский портрет, 1830, акварель, Эстонский художественный музей
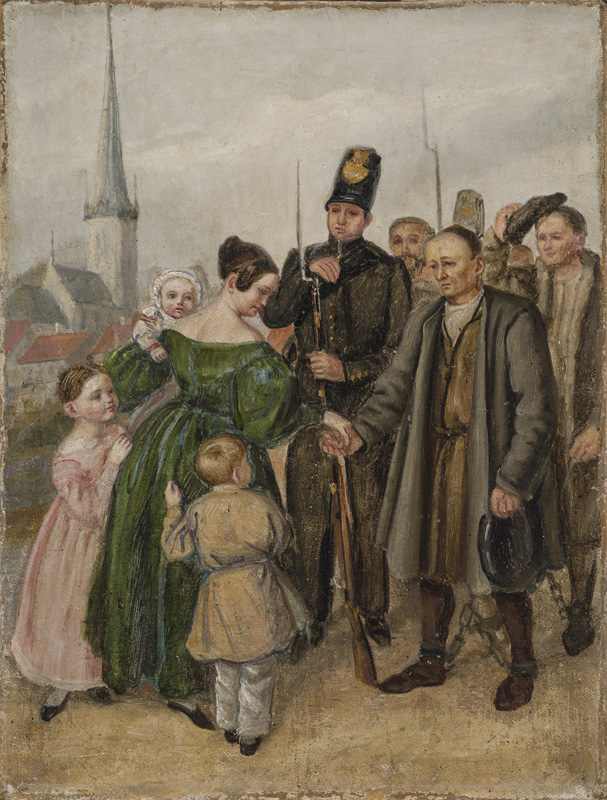
Каторжники, Эстонский художественный музей